# Helen Kleeb
Helen Kleeb (* 6. Januar 1907 in South Bend, Washington; † 28. Dezember 2003 in Los Angeles, Kalifornien) war eine US-amerikanische Schauspielerin.

## Leben
Helen Kleeb wuchs unter bescheidenen Umständen in der ländlichen Kleinstadt South Bend auf. Ihre erste Berührung mit dem Theater waren Chautauqua-Aufführungen, die sie mit ihren Großeltern besuchte. Nach ihrem Schulabschluss studierte sie am Musik-Konservatorium Ellison-White Conservatory of Music in Portland, interessierte sich aber bald mehr für Schauspielerei als für Musik. Im Jahr 1928 begann sie ihre professionelle Schauspielkarriere, sie spielte Theater und wirkte an Radioproduktionen mit. 1937 heiratete sie John Prendergast und bekam mit ihm einen Sohn, woraufhin sie sich zeitweise von der Schauspielerei zurückzog. Nach dem Tod ihres Mannes im Jahr 1950 nahm sie die Schauspielerei wieder auf. Später war sie von 1959 bis zu ihrem Tod mit Elmer Garrison verheiratet.
Von den 1950er-Jahren bis in die 1990er-Jahre war Kleeb eine vielbeschäftigte Film- und Fernsehdarstellerin. Ihr Filmdebüt machte die damals 45-jährige Schauspielerin mit einer im Abspann ungenannten Rolle in dem Film noir Der vierte Mann. Zwar erhielt sie nie Hauptrollen, wurde aber zu einer häufig besetzten Nebendarstellerin für Rollen als Nachbarin, Mutter, Tante, Sekretärin, Putzfrau oder Krankenschwester. Sie wirkte an Serien wie Bonanza, Mini-Max, Unsere kleine Farm oder Golden Girls mit, auch hatte sie kleinere Auftritte in Filmen wie Botschafter der Angst, Wiegenlied für eine Leiche und Der Partyschreck. Einem breiteren Publikum bekannt wurde sie erst in den 1970er-Jahren an der Seite von Mary Jackson, als beide die Rollen der Baldwin-Schwestern in der Fernsehserie Die Waltons verkörperten. Kleeb spielte hierbei die ältere Schwester Miss Mamie Baldwin. Zuletzt stand sie im Jahr 1997 für das Waltons-Fernsehspecial A Walton Easter vor der Kamera. Ende 2003 starb Helen Kleeb im Alter von 96 Jahren.

## Filmografie (Auswahl)
- 1952: Der vierte Mann (Kansas City Confidential)
- 1954: Zeugin des Mordes (Witness to Murder)
- 1954: Die wunderbare Macht (Magnificent Obsession)
- 1955: An einem Tag wie jeder andere (The Desperate Hours)
- 1956: Es gibt immer ein Morgen (There’s Always Tomorrow)
- 1956: Lockende Versuchung (Friendly Persuasion)
- 1958: Laßt mich leben (I Want to Live!)
- 1959: Curse of the Undead
- 1961: Ada – Frau mit Vergangenheit (Ada)
- 1962: Botschafter der Angst (The Manchurian Candidate)
- 1964: Sieben Tage im Mai (Seven Days in May)
- 1964: Wiegenlied für eine Leiche (Hush … Hush, Sweet Charlotte)
- 1965: Vierzig Wagen westwärts (The Hallelujah Trail)
- 1965: Mini-Max oder Die unglaublichen Abenteuer des Maxwell Smart (Fernsehserie, Unser Mann in der Spielzeugabteilung)
- 1967: Die Lady und ihre Gauner (Fitzwilly)
- 1968: Inferno am Fluß (Blue)
- 1968: Der Partyschreck (The Party)
- 1970: Bonanza (Fernsehserie, Blick auf die Tribüne)
- 1971: They Call It Murder (Fernsehfilm)
- 1972–1981: Die Waltons (Fernsehserie, 66 Folgen)
- 1973: Barnaby Jones (Fernsehserie, 1 Folge)
- 1982: Das schönste Freudenhaus in Texas (The Best Little Whorehouse in Texas)
- 1983: Unsere kleine Farm (Little House on the Prairie) (Fernsehserie, eine Folge)
- 1997: A Walton Easter (Fernsehfilm)